# Sydlig grå kuskus
Sydlig grå kuskus (Phalanger mimicus) är en pungdjursart som beskrevs av Oldfield Thomas 1922. Phalanger mimicus ingår i släktet kuskusar och familjen klätterpungdjur. IUCN kategoriserar arten globalt som livskraftig.
Pungdjuret förekommer på södra Nya Guinea och på Kap Yorkhalvön (Australien). Berättelser om individer på Aruöarna är inte bekräftade. Arten vistas i låglandet i olika slags skogar samt i människans trädgårdar.

## Underarter
Arten delas in i följande underarter:
- P. m. mimicus
- P. m. peninsulae